# 桑迪亞諾爾斯 (新墨西哥州)
桑迪亞諾爾斯（英語：Sandia Knolls）是位於美國新墨西哥州伯納利歐縣的普查規定居民點。

## 人口
根據2020年美國人口普查的數據，桑迪亞諾爾斯的面積為7.26平方千米，皆為陸地。當地共有人口1252人，而人口密度為每平方千米172.45人。